# Riethoven

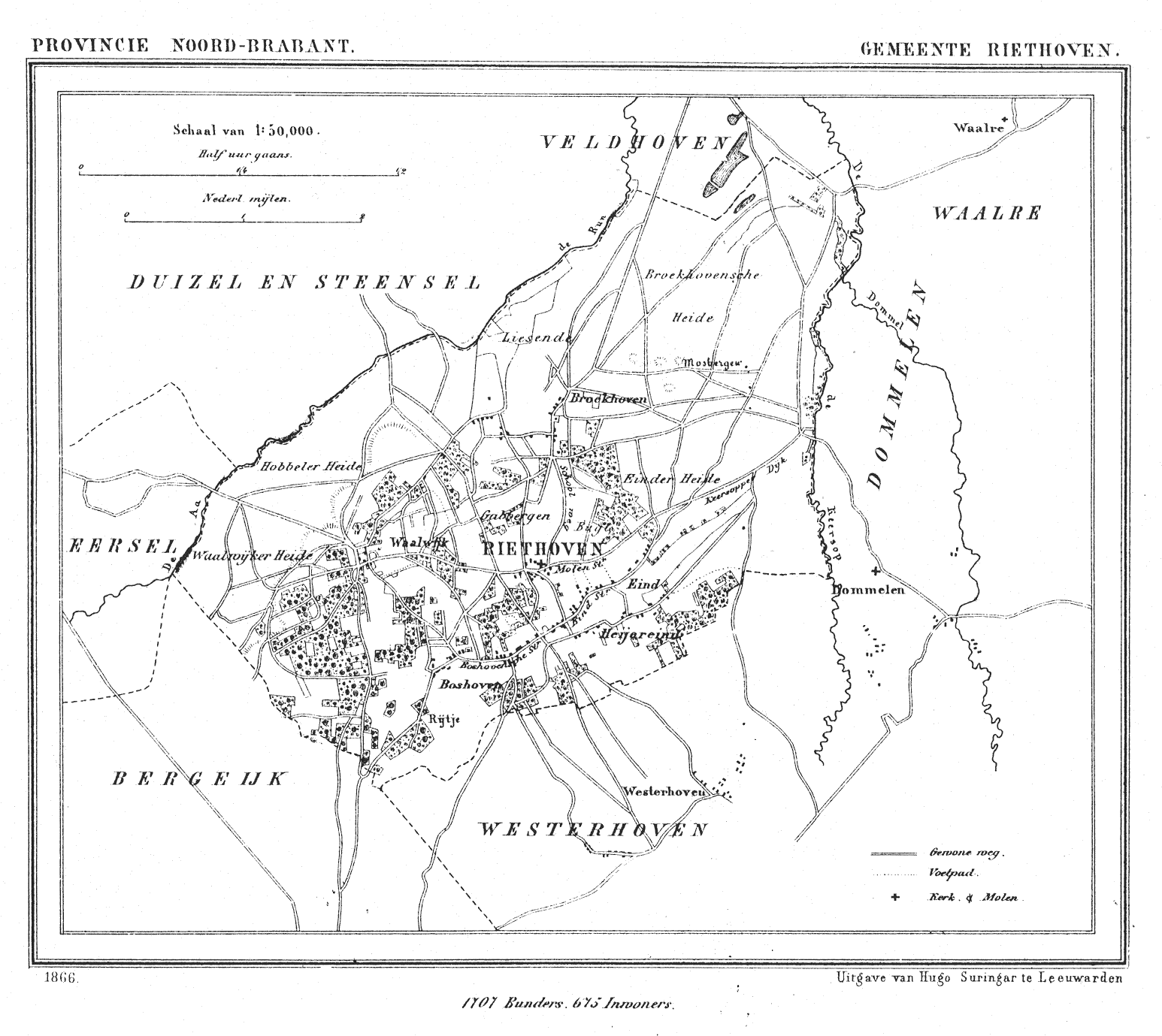
Riethoven en 1866

Riethoven est un village d'environ 2 400 habitants (2004) dans la commune néerlandaise de Bergeijk, dans la province du Brabant-Septentrional.
Jusqu'en 1997, Riethoven fut une commune indépendante, englobant également le hameau de Walik. C'est dans ce hameau, qui possède une petite place caractéristique de la région entourée de quelques fermes classées monument historique, qu'est né Rithovius, évêque d'Ypres.
En 1840, la commune comptait 119 maisons et 645 habitants, dont 102 dans le bourg de Riethoven, 145 à Broekhoven, 288 à Boshoven et 110 à Walik.
À l'est de Riethoven, la rivière Keersop le sépare du village de Dommelen et de la commune de Valkenswaard.